# Монтрезор, Адам Иосифович

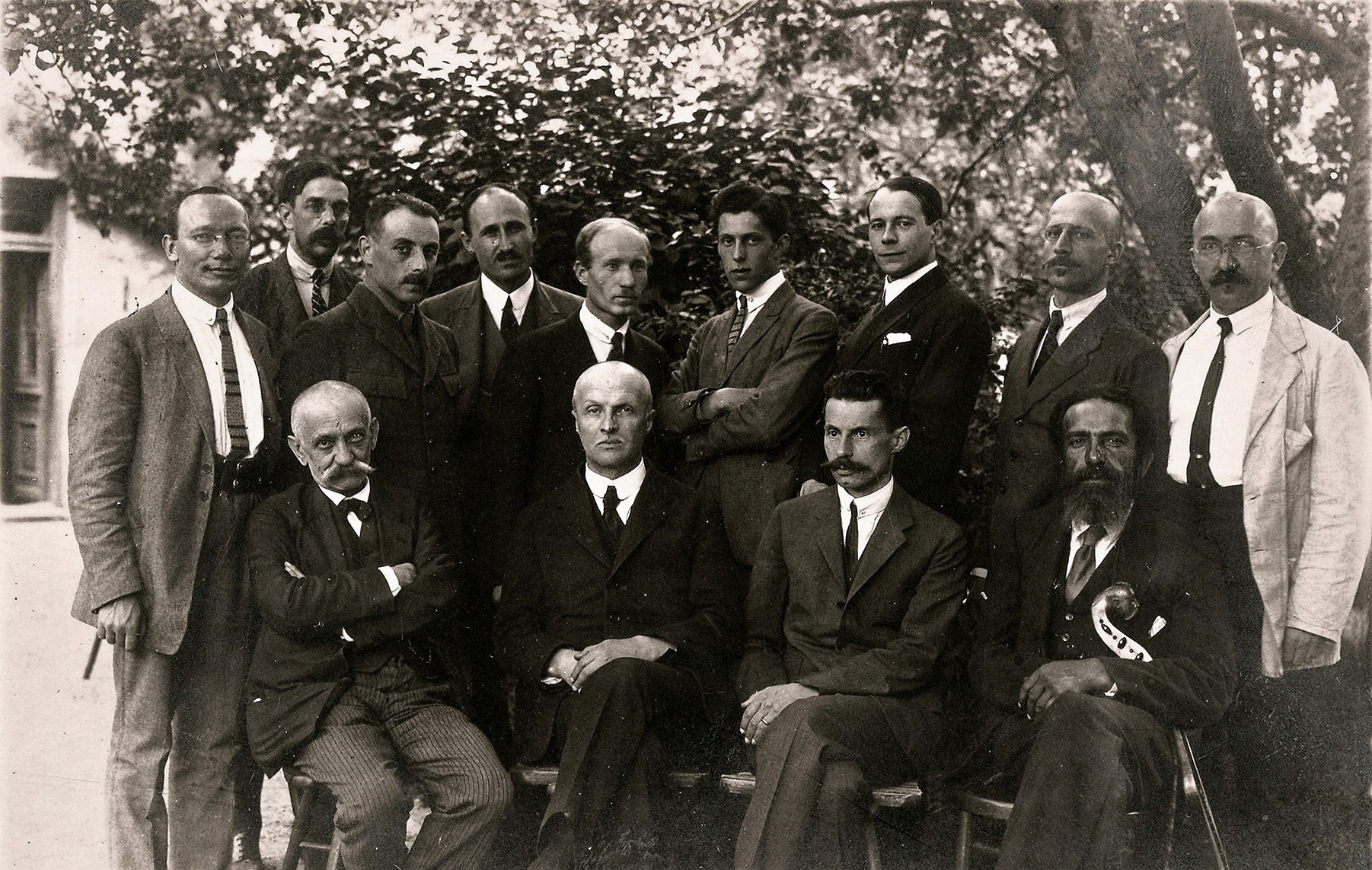
Участники учредительного съезда Украинского союза хлеборобов-государственников, Рейхенау, 4-8 июня 1922. Слева направо сидят: Иван Леонтович, гетман Павел Скоропадский, Вячеслав Липинский, Людвиг Сидлецкий; стоят Михаил Тимофеев, Николай Кочубей, Адам Монтрезор, Андрей Белопольский, Михаил Саур-Циприянович, Игорь Лосский, Владимир Залозецкий, Сергей Шемет, Александр Скоропись-Йолтуховский

Граф Адам Иосифович Монтрезор (Адам-Иосиф-Мария-Антоний-Владислав-Винцент граф де Бурдейль де Монтрезор) (12 июня 1888, Вена, Австро-Венгрия — 1939, Польша) — украинский политик консервативного толка. Ведущий деятель гетманского движения, основатель гетманских организаций Польши, один из основателей Украинского союза хлеборобов-государственников (УСХГ). С 1927 года муж старшей дочери гетмана Павла Скоропадского — Марии (1898—1959).

## Биография
Представитель полонизированного французского дворянского рода Монтрезоры, предок которых въехал в Речь Посполитую в XVII веке, скрываясь от преследований властей Франции. Во время военной кампании Наполеона в России, прадед Адама Монтрезора в составе французской армии участвовал в боевых действиях. Род Монтрезоров осел на украинском Подолье. С конца XIX века представители рода активно участвовали в украинском национальном движении.
В 1920 году был одним из участников создания УСХГ — объединения украинских монархистов в Вене с участием Вячеслава Липинского, Сергея Шемета, Дмитрия Дорошенко, Николая Кочубея, Людвига Сидлецкого и Александра Скоропись-Йолтуховского и другие.
Будучи одним из основателей УСХГ, граф Адам Монтрезор в начале 1921 г. вошёл в состав Совета Присяжных УСХД, выступал уполномоченным от этого Совета по ведению переговоров по делам УСХД. С 1930 года был активным членом организации УСХГ в Варшаве.
Вячеслав Липинский в своих письмах характеризовал А. Монтрезора как человека «искренне преданного украинской государственно-национальной идее».
В 1939 году во время оккупации польской территории немецкой армией, Адам Монтрезор пропал без вести. По слухам, убит советскими войсками на Волыни. Все поиски, организованные экс-гетманом Скоропадским и его дочерью, оказались тщетными.
Дальнейшая судьба Адама Монтрезора неизвестна.
Кроме политической деятельности Адам Монтрезор занимался еще и литературным творчеством — поэт (так, один из историков и литературоведов, Теофил Коструба, даже считал его членом группы «Логос»). Поэма «Дума об Украине» была написана Адамом Монтрезором в эмиграции в 1920—1923 годах. Он посвятил её «светлой, бессмертной памяти павших за Родину — и живым, не потерявшим веру…».